# BATTLETECH
BATTLETECH è un videogioco strategico a turni sviluppato dalla software house americana Harebrained Schemes e pubblicato da Paradox Interactive il 24 aprile 2018. Già al lavoro sul titolo, gli sviluppatori decisero di rivolgersi nel 2015 alla piattaforma di crowdfunding Kickstarter per ottenere finanziamenti e implementare funzionalità aggiuntive (fra cui, una campagna in single-player e un'espansione della stessa, e una modalità multiplayer di tipo PvP), raccogliendo la cifra finale di 2.785,537 dollari.
Il videogioco è ispirato al gioco da tavolo BattleTech e diversi membri del team di sviluppo hanno lavorato a precedenti videogiochi legati proprio ad esso, come Jordan Weisman (che ha creato il relativo franchise al tempo in cui era alla guida dell'editore FASA Corporation) e Mitch Gitelman (produttore dei videogame MechCommander e MechAssault).

## Trama
L'ambientazione generale è quella di BattleTech, dove l'umanità ha colonizzato una larga porzione di Via Lattea, poi suddivisa in Stati interstellari controllati da dinastie nobiliari guerrafondaie. In conseguenza di ciò, la galassia è divenuta teatro di ostilità interminabili. Tra le tecnologie militari del futuro sono diffusi i mech, grandi robot umanoidi detti BattleMech, guidati da piloti detti MechWarrior.
Nel contesto del gioco, la Periphery include una regione conosciuta come Aurigan Reach. Le nazioni interstellari del Concordato Tauriano, della Magistratura di Canopo e quella della Confederazione di Capella governavano in quest'area, ma, nel periodo delle Guerre di Successione, potere ed eserciti si ritirarono per fronteggiare meglio i conflitti, e lasciando all'anarchia una vasta area di cosmo.
Nel 2820, due eminenti casate mercantili, la famiglia Arano, con l'appoggio di quella Espinosa riempirono il vuoto di potere.
Nel 2910, unendo le otto più potenti famiglie nobiliari dell'Aurigan Reach, la casata degli Arano formalizzò la creazione della Coalizione di Auriga.
Nel 3022, con un colpo di stato nel giorno della sua incoronazione a leader della coalizione, Lady Kamea Arano fu costretta all'esilio da suo zio Santiago Espinosa, il quale istituì il Direttorato di Auriga.
Tre anni dopo (3025), Lady Arano, alla testa di un movimento ribelle (la "Restaurazione degli Arano") e affiancata anche da mercenari, inizia una guerra civile per ripristinare, pianeta per pianeta, il legittimo potere.

## Modalità di gioco
BATTLETECH è un videogioco di strategia a turni le cui dinamiche sono fortemente influenzate dall'omonimo wargame da tavolo da cui deriva, ma che segue una linea narrativa propria, la quale si snoda attraverso missioni principali e secondarie.
Nella campagna a giocatore singolo, l'utente assume il ruolo del comandante di un'unità mercenaria composta da quattro mech antropomorfi (i BattleMech). Prima della battaglia, il giocatore seleziona il telaio di ogni mech, la classe di tonnellaggio (ovvero, leggera, media, pesante e assalto), armi e corazza, oltre a congegni come attuatori e giroscopi (che vanno a influenzare le capacità di movimento del mezzo). Il giocatore seleziona anche i piloti, chiamati MechWarrior (con le loro diverse specializzazioni), del team da lui gestito.
Ogni turno di gioco è diviso in cinque fasi: per ciascuna di esse è possibile agire con le proprie unità (azione di movimento o d'attacco) solo seguendo un ordine che vede i mech più leggeri essere controllati per primi, per arrivare a quelli dal tonnellaggio maggiore. Il terreno su cui si combatte (una griglia a esagoni) è di cruciale rilevanza, determinando visibilità, ostacoli, velocità di avanzamento, ecc. Al termine di un turno è possibile gestire i propri mech, operando le riparazioni del caso e anche sostituendo i sistemi d'arma danneggiati con quelli raccolti dalle unità avversarie cadute sul campo.
I modelli di BattleMech disponibili sono oltre 30. Le categorie di armi impiegabili includono a energia (laser, a particelle), balistiche e missili. Tutte le armi liberano quantità di calore deleterio per il regolare funzionamento del mech; oltrepassata una certa soglia di sicurezza, si innesca infatti l'auto-spegnimento temporaneo del BattleMech, che lascia il mech stesso alla mercé degli avversari per un turno.
Oltre alla campagna, il singleplayer include anche una modalità skirmish, ove è possibile testare le proprie strategie contro l'intelligenza artificiale messa a disposizione dagli sviluppatori.
Il multigiocatore si dipana nella modalità PvP, dove è possibile sfidare altri giocatori online.

## Sviluppo
BATTLETECH, creato dallo studio Harebrained Schemes, fu rivelato al pubblico nel luglio 2015. Per sostenere il progetto, il 29 settembre del medesimo anno, su Kickstarter fu lanciata un'apposita raccolta fondi che ottenne 2.785,537 dollari dagli utenti interessati alla sua realizzazione (la software house aveva precedentemente impegnato 1 milione di dollari per il suo sviluppo).
Nel maggio del 2017, l'editore svedese Paradox Interactive (specializzato nella pubblicazione di videogiochi strategici in tempo reale) annunciò di aver stretto una partnership con Harebrained Schemes per pubblicare il gioco, fornendo, oltre a fondi aggiuntivi, anche il supporto al marketing e la localizzazione per la vendita in vari Paesi.
Il gioco è mosso dal motore grafico Unity nella sua quinta declinazione.
Ha debuttato ufficialmente il 24 aprile 2018.

## Accoglienza
Al suo lancio, il gioco ha ricevuto un'accoglienza positiva, con un 80/100 su Metacritic.